# 계산기 철자법
계산기 철자법은 전통적으로 계산기에서 사용되는 7세그먼트 표시 장치의 의도치 않은 특성으로, 거꾸로 뒤집어 읽었을 때 숫자가 라틴 알파벳의 문자와 유사하게 보이는 현상을 말한다. 각 숫자는 하나 이상의 문자에 대응될 수 있어, 제한적이지만 기능적인 알파벳의 부분집합을 만들어낸다. 이를 때때로 'beghilos'(또는 'beghilosz')라고 지칭한다.

## 응용
계산기 철자법은 신기함과 재미 외에는 제한적인 유용성을 지닌다. 1990년대 무선호출기의 인기로 인해 "호출기 언어"(pager-speak)라고 불리는 일종의 리트스피크가 등장하였다. 특히 학생층에서 새로운 단어를 발견하기 위해 계산기를 가지고 실험을 하곤 했다.

### 영어
계산기 철자법의 '원조'로 여겨지는 예시는 1970년대에 등장한 5318008이다. 이는 거꾸로 뒤집었을 때 "BOOBIES"라고 쓰여진다. 또 다른 초기 예시로는 0.7734 시퀀스가 있는데, 이는 뒤집으면 "hello"가 되며, 0.1134로도 표현할 수 있다. 1979년 발매된 홀리스의 앨범 《Five Three One - Double Seven O Four》는 계산기 철자법으로 밴드의 이름을 암호화한 것이다("hOLLIES"). 전통적인 "BEghILOSZ" 집합으로 만들 수 있는 다른 단어들로는 "loose", "shell", "BEIgE", "gOBBLE", "gOOgLE" 등이 있다. 가장 긴 단어들 중에는 11글자의 "hILLBILLIES"와 "SLEIghBELLS", 12글자의 "gLOSSOLOgIES"와 "BIBLIOLOgIES", 13글자의 "hEEBEEgEEBEES"가 있다. 다만 마지막 단어는 옥스포드 사전에 해당 철자로 등재되어 있지 않다. 적절하게도, 단어 글로솔로지(glossology)는 언어와 언어학의 과학적 연구를 의미한다. 또 다른 흔한 예시로 7734206이 있는데, 이는 "gO 2 hELL"로 읽힌다. 8008은 특별한 경우로, 거꾸로 뒤집어도 바로 보아도 "BOOB"으로 읽힌다. 71077345는 "SHELLOIL"로 읽힌다. 계산기 철자법으로 표현할 수 있는 이름들도 몇 가지 있다. 예를 들어, 7718=BILL, 46137=LEIgh, 5107=LOIS, 31773=ELLIE, 31717173=ELI LILIE(폴란드어로 엘리자베스의 백합꽃들), 302=ZOE 등이 있다.

### 공학용 및 프로그래머용 계산기
A부터 F까지의 문자를 사용하여 16진수 표기가 가능한 공학용 계산기는 더 높은 유연성을 제공한다. 16진수 기능이 있는 공학용 계산기를 사용하면, 앞서 언급된 "5318008" 예시를 A-F 키를 활용하여 "B00B1E5"로 개선할 수 있다. 이 경우 디스플레이를 회전시킬 필요가 없다(이러한 방식은 헥스스피크 또는 베이스 16으로 알려져 있다).
학생들은 종종 이러한 기능과 A부터 Z까지의 문자를 사용할 수 있는 개선된 '알파' 기능을 활용하여 메시지를 작성한다. 이때 단어를 구분하기 위해 빼기 부호("-") 또는 다른 구두점을 사용한다.
도트 매트릭스 디스플레이를 사용하는 일부 계산기에서는 팩토리얼 기호("!")를 사용하여 강조를 추가할 수 있다. 예를 들어, "B00B1E5!"와 같은 방식이다.

## 같이 보기
- 7세그먼트 표시 장치
- 앰비그램
- 아스키 아트
- 이모티콘
- 헥스스피크
- 리트스피크
- 전화번호
- 텍스트 변형

## 더 읽어보기
- Heinrich Hemme: Die Hölle der Zahlen - 92 mathematische Rätsel mit ausführlichen Lösungen, 페이지 19/73(독일어)